# 化学シフト
核磁気共鳴における化学シフト（英語: chemical shift）とは、核スピン周囲の電子の空間的分布の違いにより、核スピンに働く見かけ上の静磁場や共鳴周波数が変化することをいう。

## 概要
原子核は何らかの形で周囲を電子に取り囲まれており、原子核の周囲の電子は、静磁場中では核の周りを運動する。つまり原子核周囲で電流が流れる。電流は磁場を誘起するので、静磁場と逆方向の磁場を生じる。この誘起された磁場は静磁場{\displaystyle {\boldsymbol {B}}_{0}}に比例するので{\displaystyle \sigma {\boldsymbol {B}}_{0}}と書ける。この比例定数σを遮蔽定数という。結果として、見かけ上核スピンに働く静磁場は{\displaystyle (1-\sigma ){\boldsymbol {B}}_{0}}となる。
この現象のうち、磁場により電子の軌道が変更を受け、それが電荷の運動として核の位置に余分な磁場を生じるという機構によるずれを化学シフトと呼ぶ。
自由原子や物質中の原子の電子に磁場がかかると、電子の波動関数が摂動を受けて空間的に変化して現れる常磁性的な電流と、ベクトルポテンシャルに比例する反磁性的な電流が生じるが、その和は一般にゼロではなく、電子の量子状態を反映した値を取る。この電流が核の位置に作る磁場は、さらに核と電流の相対的な位置などに依存するので、物質の電子構造を分析することができる。

## 実験における化学シフト
実験的には、電子のない原子核を測定することは不可能なので、基準物質の共鳴周波数{\displaystyle \nu _{\mathrm {ref} }}からの試料の共鳴周波数{\displaystyle \nu }のシフトδを化学シフトと定義する。
{\displaystyle \delta ={\frac {\nu -\nu _{\mathrm {ref} }}{\nu _{\mathrm {ref} }}}}
遮蔽定数σはプロトンで10-5なので、化学シフトは通常ppm (100万分の1) 単位で表す。化学シフトの正の側を低磁場側、負の側を高磁場側という。
基準物質としては、プロトンの場合はテトラメチルシラン(TMS)がよく用いられる。
化学シフトがスペクトルに与える影響は静磁場に比例する。よって高磁場ほど化学シフトによるスペクトルの分解能が高くなる。

## 化学シフト異方性
化学シフトの効果は、静磁場と原子団の方向に依存しない等方的部分と、依存する異方的部分の和として表せる。
一般的に、電子による静磁場の遮蔽は球対称ではないため、静磁場が貫く電子雲の厚みは静磁場と分子の相対的な配向により変化する。つまり、ピーク位置（化学シフト）は静磁場と分子の相対配向に依存する。これを化学シフト異方性(CSA)という。
液体の場合は分子全体の等方的な回転運動のために化学シフト異方性は平均化されてしまう。その結果、溶液のNMRスペクトルからは化学シフトの等方平均値しか得られない。つまり、溶液中では、分子運動が速いために化学シフトの等方値のみが共鳴周波数の変化をもたらし、異方性部分は緩和として影響する。
一方で、固体NMRでは化学シフト異方性が観測できるため、原子核の周囲の電子分布に関する手がかりとなる。